# Adam Rucki
Adam Rucki (ur. 8 stycznia 1951, Bukowiec; zm. 12 grudnia 2020, Czeski Cieszyn) – czeski duchowny rzymskokatolicki, wikariusz biskupi ds. powołań duchowych w diecezji ostrawsko-opawskiej.

## Życiorys
Urodził się 8 stycznia 1951 r. w Bukowcu. W 1969 zdał maturę w Polskim Gimnazjum w Czeskim Cieszynie. Święcenia kapłańskie przyjął 30 czerwca 1974 r. w Czeskim Cieszynie. Jako kapłan rozpoczął pracę w Hawierzowie-Błędowicach, później w latach 1976–1977 pełnił posługę we Frydku, a następnie w Trzyńcu. Od 1978 r. był równocześnie administratorem ex currendo parafii w Trzycieżu. W 1984 r. został w związku ze swą pracą duszpasterską wśród młodzieży skazany na sześć miesięcy pozbawienia wolności, czasowo odebrano mu także państwowe zezwolenie na wykonywanie posługi kapłańskiej. W 1985 r. został mianowany wikariuszem parafii w Valašskich Kloboukach, zaś 1 sierpnia 1989 został proboszczem w Napajedlach, skąd zarządzał ex currendo parafią Spytihněv, a od 1990 r. także parafiami Pohořelice oraz Lhota. Od 1993 r. pełnił funkcję dziekana zlinskiego dekanatu. W 1995 roku został ojcem duchownym Arcybiskupiego Seminarium Duchownego w Ołomuńcu, zaś do swojej rodzinnej diecezji wrócił w 2005 r., jako wikariusz biskupi ds. powołań. Dnia 12 stycznia 2012 r. został mianowany przez papieża Benedykta XVI Kapelanem Jego Świątobliwości. Był cenionym rekolekcjonistą, spowiednikiem i przewodnikiem duchowym. Zmarł w sobotę 12 grudnia na plebanii w Czeskim Cieszynie.